# Yrbozoon ringens
Yrbozoon ringens är en mossdjursart som beskrevs av Gordon 1989. Yrbozoon ringens ingår i släktet Yrbozoon och familjen Cleidochasmatidae. Inga underarter finns listade i Catalogue of Life.